# ماريا جي فاتشيما أجرا
ماريا جي فاتشيما أجرا (مولودة في: 1952) هي عالمة نبات برازيلي وأستاذ مشارك في جامعة بارايبا الفيدرالية، في جواو بيسوا، بارايبا البرازيل. تتخصص أجرا في علم النبات العرقي وعلم العقاقير ومورفولوجيا النبات، خاصة فيما يتعلق بنباتات عائلة باذنجانية في شمال شرق البرازيل.

## السيرة الشخصية
حصلت أجرا على درجة البكالوريوس في العلوم الصيدلانية من جامعة بارايبا الفيدرالية (1977)، ودرجة الماجستير في علم النبات من جامعة بيرنامبوكو الفيدرالية (1991)، والدكتوراه في العلوم البيولوجية (تخصص علم النبات) من جامعة ساو باولو (2001). تترأس برنامج الدراسات العليا في المنتجات الطبيعية والمواد التركيبية النشطة بيولوجيًا في جامعة بارايبا الفيدرالية. وهي عضو في الجمعية النباتية البرازيلية، والتي شغلت منصب نائب الرئيس في عام 2001.
نشرت أجرا وعملت كمراجع أقران على نطاق واسع بلغات مختلفة ، بما في ذلك مجلات علمية كثيرة، وفقًا لـ جوجل سكولار، ومؤشر مؤشر إتش فإن أجرا هي في المرتبة 32، وقد استشهد الباحثون بعملها أكثر من 5100 مرة.
تحت اختصار المؤلف "أجرا"، وصفت ستة عشر نوعًا من النباتات.